# 北12條車站
北12條車站（日语：／ Kita-jūni-jō eki */?）是位於日本北海道札幌市北區北12條西，隸屬於札幌市交通局的地下鐵車站。本站是札幌市營地下鐵南北線的沿線車站，車站編號為N05。

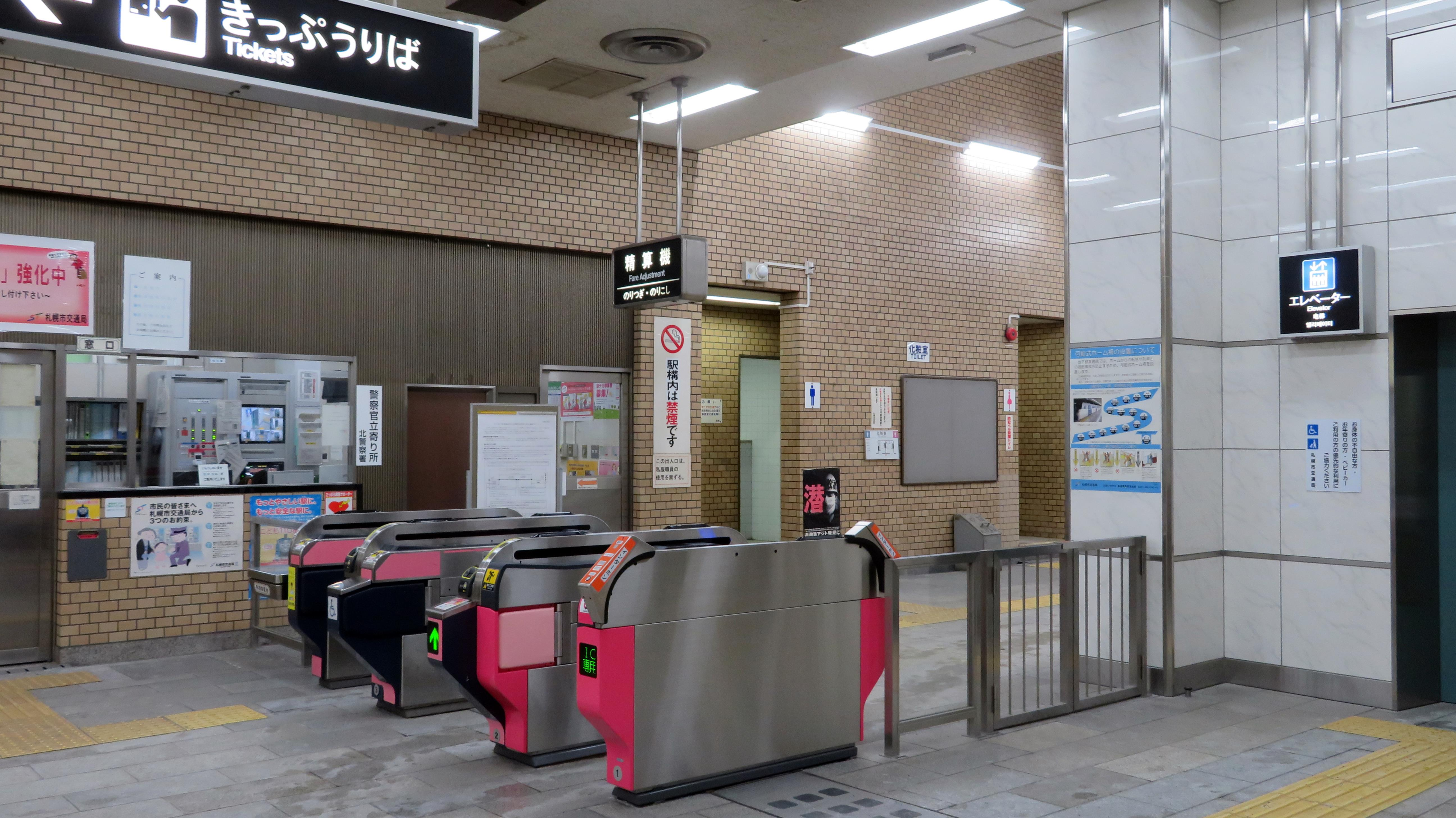
驗票閘口(2017年2月)

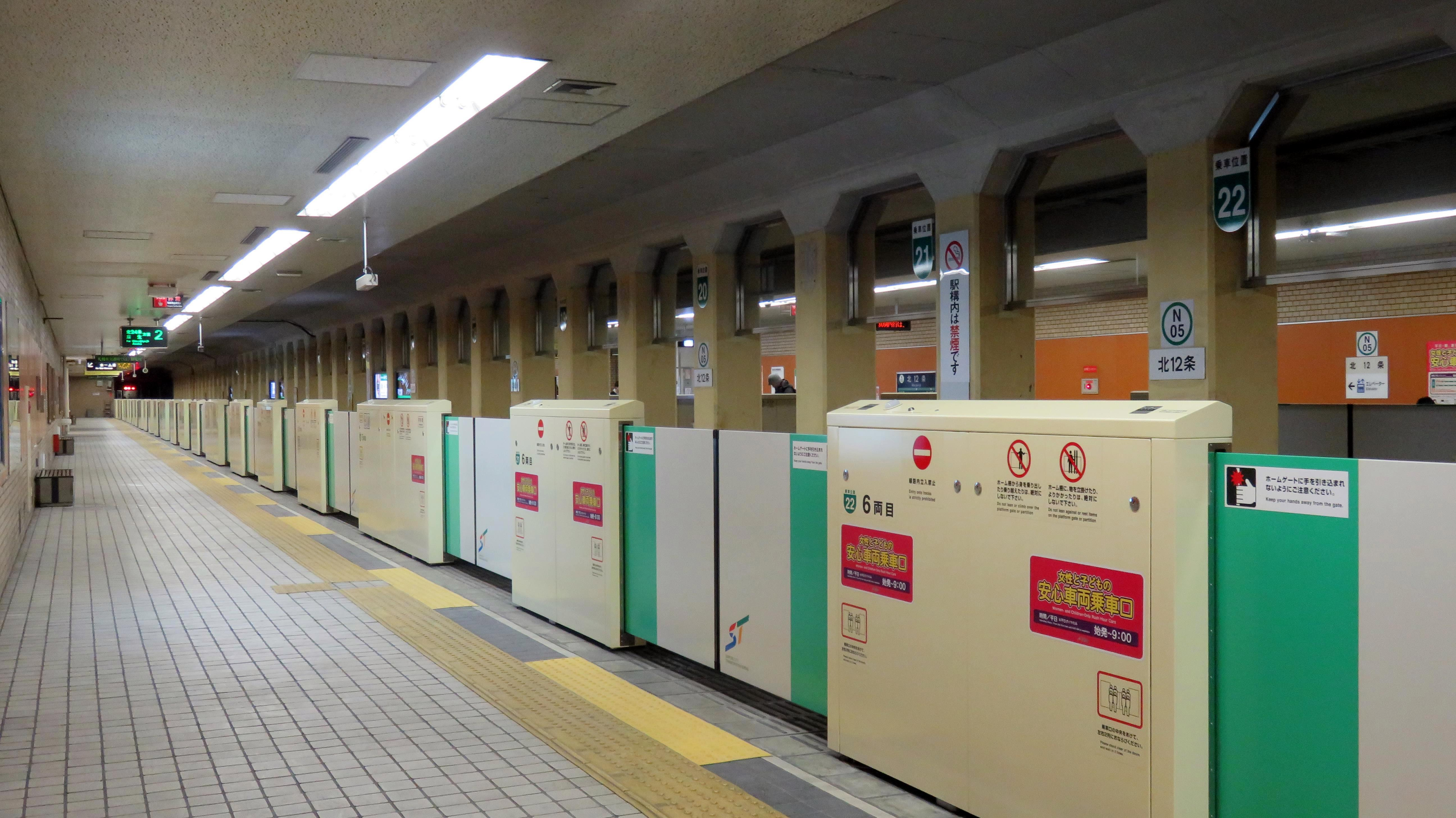
月台

## 車站構造
此站地下1樓為2面2線的對向式月台，西側（麻生方向）設有2個驗票閘口，東側（真駒內方向）則設有1個。站內沒有設置大廳，月台之間的聯絡通道位於軌道下方。

### 月台配置
| 月台 | 路線   | 目的地                 |
| ---- | ------ | ---------------------- |
| 1    | 南北線 | 札幌、大通、真駒內方向 |
| 2    | 南北線 | 北24條、麻生方向       |

## 相鄰車站
札幌市營地下鐵
 南北線
北18條（N04）－北12條（N05）－札幌（N06）